# Черчен
Черчен (кит. 且末镇, пін. Qiĕmò Zhèn) — містечко у КНР, адміністративний центр однойменного повіту Баянгол-Монгольської автономної префектури.

## Географія
Черчен розташовується у пустелі Такла-Макан.

### Клімат
Містечко знаходиться у зоні, котра характеризується кліматом тропічних пустель. Найтепліший місяць — липень із середньою температурою 24.4 °C (76 °F). Найхолодніший місяць — січень, із середньою температурою -7.8 °С (18 °F).
| Клімат Черчена          | Клімат Черчена | Клімат Черчена | Клімат Черчена | Клімат Черчена | Клімат Черчена | Клімат Черчена | Клімат Черчена | Клімат Черчена | Клімат Черчена | Клімат Черчена | Клімат Черчена | Клімат Черчена | Клімат Черчена |
| Показник                | Січ.           | Лют.           | Бер.           | Квіт.          | Трав.          | Черв.          | Лип.           | Серп.          | Вер.           | Жовт.          | Лист.          | Груд.          | Рік            |
| Абсолютний максимум, °C | 12             | 20             | 27             | 32             | 33             | 37             | 41             | 37             | 36             | 27             | 18             | 12             | 41             |
| Середній максимум, °C   | 0              | 7              | 15             | 22             | 26             | 31             | 32             | 31             | 27             | 20             | 8              | 1              | 18             |
| Середня температура, °C | −7             | −1             | 7              | 13             | 18             | 23             | 24             | 23             | 18             | 10             | 1              | −5             | 10             |
| Середній мінімум, °C    | −15            | −10            | −1             | 5              | 10             | 15             | 16             | 15             | 9              | 1              | −5             | −11            | 2              |
| Абсолютний мінімум, °C  | −21            | −17            | −12            | −13            | 1              | 6              | 10             | 7              | 1              | −7             | −15            | −20            | −21            |
| Вологість повітря, %    | 52             | 41             | 29             | 26             | 30             | 35             | 39             | 40             | 36             | 37             | 49             | 56             | 39             |
| ----------------------- | -------------- | -------------- | -------------- | -------------- | -------------- | -------------- | -------------- | -------------- | -------------- | -------------- | -------------- | -------------- | -------------- |
| Джерело: Weatherbase    |                |                |                |                |                |                |                |                |                |                |                |                |                |